# Rhipicephalus oreotragi
Rhipicephalus oreotragi är en fästingart som beskrevs av Walker och Horak 2000. Rhipicephalus oreotragi ingår i släktet Rhipicephalus och familjen hårda fästingar. Inga underarter finns listade i Catalogue of Life.